# Спокойность
Спокойность (бел. Спакойнасць) — упразднённый хутор в Браславском районе Витебской области Беларуси.

## География
Урочище находится в западной части Витебской области, к югу от озера Иказнь, на расстоянии приблизительно 12 километров (по прямой) к востоко-юго-востоку от города Браслав, административного центра района. Абсолютная высота — 163 метра над уровнем моря.

## История
По состоянию на 1905 год, в фольварке Спокойность проживало 14 человек (8 мужчин и 6 женщин). В собственности причта православной церкви села Иказнь, 102 десятины земли. В административном отношении входил в состав Перебродской волости Дисненского уезда Виленской губернии.
Упразднён в 1973 году.